# Morville (Mancha)
Morville é uma comuna francesa na região administrativa da Normandia, no departamento Mancha. Estende-se por uma área de 7,17 km². Em 2010 a comuna tinha 286 habitantes (densidade: 39,9 hab./km²).